# Мали Будо
Мали Будо је српски играни филм из 2014. године, дебитантско редитељско остварење Милорада Милинковића, који је заједно са Димитријем Војновим написао и сценарио. Филм је првобитно замишљен као краткометражно остварење, али када је снимање почело, ауторска екипа, презадовољна снимљеним материјалом, одлучила је да филм прерасте у дугометражни играни филм. 
Филм је у Србији премијерно приказан 22. јануара 2014. на филмском фестивалу Кустендорф на Мокрој Гори, у оквиру програма Нови аутори, док је биоскопска премијера била 24. септембра 2014. године.
Филм је приказан на следећим фестивалима: Raindance Film Festival Лондон, Valletta Film Festival, Comedy Cluj International Film Festival, Balkan New Film Festival, у националном такмичарском програму ФЕСТ-а, као и на фестивалима у Сопоту, Новом Саду, Врњачкој Бањи, Нишу и Косовској Митровици. Филм је приказан и на чувеном лондонском универзитету хуманистичких наука Голдсмит, а пројекцију је организовала тамошња катедра за историју.

## Радња
Драго је подгорички хирург, који приликом операције прави велику грешку и убија сина јединца градског моћника. Да би свог сина јединца Буда заштитио од крвне освете, Драго га шаље у Србију, код пријатеља из студентских дана. Будо ово схвата као сјајну прилику да се упозна са ноћним животом Београда, града који никада не спава. Обилази барове и лута кроз врелу ноћ у потрази за женама и другим облицима забаве, потпуно несвестан да његови заштитници не намеравају да испуне своја обећања.

## Улоге
| Глумац              | Улога           |
| ------------------- | --------------- |
| Петар Стругар       | Будо Ђуровић    |
| Сергеј Трифуновић   | Мишо Кујовић    |
| Тихомир Станић      | Крсто           |
| Петар Божовић       | Божо Мијушковић |
| Слободан Ћустић     | Драго Ђуровић   |
| Александра Јанковић | Мала Сандра     |
| Јелена Ракочевић    | Стела           |
| Милорад Капор       | Перо            |
| Стефан Бундало      | Брајан          |
| Танасије Узуновић   | Вуксан Божовић  |
| Славиша Чуровић     | Мирко           |
| Марко Баћовић       | Доктор Перовић  |
| Томо Курузовић      | Блажо Поповић   |
| Христина Поповић    | Зорица          |
| Урош Јовчић         | Бајо            |
| Бобан Рајовић       | Бобан Рајовић   |

## Награде
На фестивалу у Врњачкој Бањи филм је награђен трећом наградом за сценарио.